# عباس‌آباد (براآن جنوبی)
عباس‌آباد روستایی در دهستان براآن جنوبی بخش مرکزی شهرستان اصفهان استان اصفهان ایران است.

## جمعیت
بر پایه سرشماری عمومی نفوس و مسکن در سال ۱۳۹۵ جمعیت این روستا ۲۴۴ نفر (۵۱خانوار) بوده‌است.